# Deinbollia evrardii
Deinbollia evrardii är en kinesträdsväxtart som beskrevs av Lucien Leon Hauman. Deinbollia evrardii ingår i släktet Deinbollia och familjen kinesträdsväxter. Inga underarter finns listade i Catalogue of Life.